# Pleurophragmium maculosum
Pleurophragmium maculosum är en svampart som först beskrevs av Pier Andrea Saccardo, och fick sitt nu gällande namn av S. Hughes 1958. Pleurophragmium maculosum ingår i släktet Pleurophragmium, divisionen sporsäcksvampar och riket svampar.   Inga underarter finns listade i Catalogue of Life.